# Roger Lemerre
Roger Lemerre (Bricquebec, 18 juni 1941) is een voormalig Frans voetbaltrainer en profvoetballer. Hij speelde zes interlands voor het Frans voetbalelftal. Lemerre is samen met Carlos Alberto Parreira de enige bondscoach die een internationaal eindtoernooi voor landenteams won op twee verschillende continenten; het UEFA EK in 2000 met Frankrijk en de CAF Africa Cup of Nations in 2004 met Tunesië.

## Erelijst
Als trainer
 Frankrijk
- UEFA EK: 2000
- FIFA Confederations Cup: 2001

 Tunesië
- CAF Africa Cup of Nations: 2004

 Étoile du Sahel
- Coupe de Tunisie: 2013/14
- Arab Club Champions Cup: 2018/19

Onderscheidingen
- Nationale Orde van Verdienste: 1998
- Legioen van Eer: 2001